# Сааринен, Миа
Миа Сааринен (швед. Mia Saarinen; род. 23 августа 1995 года, Финляндия) — шведская и финская актриса кино. Миа выросла в шведском городе Ольсфорсе. С детства свободно говорит на шведском и финском языках. Наиболее известна по своему первому фильму «Это особенное лето» в роли Кирси. В короткометражном фильме «60 meter» Миа не только сыграла роль, но и взяла на себя обязанности сценариста.

## Фильмография
| Год  | Название                     | Персонаж                   |
| ---- | ---------------------------- | -------------------------- |
| 2007 | Это особенное лето           | Кирси, «Малышка из Швеции» |
| 2009 | 183 дня (сериал)             | Алиса                      |
| 2009 | 60 метров (короткометражка)  |                            |
| 2011 | Banga inte (короткометражка) |                            |
| 2013 | ABC (короткометражка)        | Беа                        |
| 2014 | Svenskjävel                  | Ханна                      |